# Chlorophytum reflexibracteatum
Chlorophytum reflexibracteatum är en sparrisväxtart som beskrevs av Karl von Poellnitz. Chlorophytum reflexibracteatum ingår i släktet ampelliljor, och familjen sparrisväxter. Inga underarter finns listade i Catalogue of Life.